# Landa de Matamoros
Landa de Matamoros es una municipio que se encuentra al noroeste de Querétaro, en el centro de México. Forma parte de la región de la Sierra Gorda, la cual está conformada por montañas, cañones y una gran diversidad de flora y fauna. La flora de este municipio representa el 25% de la diversidad de todo México. En el periodo prehispánico, la zona se vio fuertemente influida por los huastecos y las culturas locales; más adelante fue dominado por los chichimecas, especialmente por los pames. La completa dominación por parte de los españoles sobrevino tiempo después, a mediados del siglo XVIII, cuando se construyeron dos de las cinco misiones franciscanas del municipio. Hoy, Landa de Matamoros continúa siendo un área rural y empobrecida, debido a la alta tasa de emigración hacia los Estados Unidos de América. Las remesas son enviadas por los parientes y es lo que constituye la principal fuente de recursos del municipio.

## El pueblo
Landa de Matamoros se encuentra a los pies de una cadena de montañas pequeñas con riscos de una altura de 1040m, justo en la salida de la carretera 120, a unos 210 km de la capital de Querétaro. Se cree que en el pueblo de Landa de Matamoros, los primeros ocupantes fueron los purépechas de Michoacán, que emigraron hacia el norte. En el periodo prehispánico, contaba con un tianguis o mercado local muy importante, en el cual se intercambiaba mercancía proveniente de La Huasteca y lo que hoy en día es Tampico. En la actualidad, es una pequeña comunidad con calles empedradas en el Zócalo principal, frente a la misión. La principal actividad económica de la región es la agricultura, ganadería y servicios, entre los cuales se incluyen los servicios gubernamentales. También está a cargo del distrito Centro Estratégico Comunitario Microrregión 1, que abarca unas trece comunidades, ninguna de las cuales supera las 2000 personas.
El pueblo de Landa es conocido por tener una de las cinco misiones franciscanas de la Sierra Gorda, la cual fue declarada Patrimonio de la Humanidad en 2003. Esta misión está dedicada a Nuestra Señora de la Inmaculada Concepción. Junto con otras, destaca su decoración barroca en las fachadas, conteniendo elementos indígenas. Fueron construidas bajo la dirección de Junípero Serra a mediados del siglo XVII, aunque la construcción no finalizó hasta finales de la década de 1760.
El Museo de Arte Agropecuario está localizado en Landa y contiene tres salas de exposiciones. La primera sala contiene restos pertenecientes a un mastodonte que fue hallado bajo la misión durante un trabajo de restauración en 1984. Las otras dos salas exhiben fotografías históricas, así como artefactos utilizados para la cosecha, ganado, campo, comercio y el hogar. El museo cuenta con áreas para exposiciones temporales y con una tienda de artesanía. El museo ofrece visitas guiadas, y organiza conferencias y cursos de verano. También ahí mismo se encuentra el Auditorio Municipal y Cultural, llamado Casa de Cultura.
La festividad anual más importante es la de la patrona de la comunidad, Nuestra Señora de la Inmaculada Concepción. Al menos mil personas que residen habitualmente en Estados Unidos -en ciudades de Texas, como Corpus Cristi, Houston, Austin o Dallas, pero también en ciudades de Florida o en Atlanta- regresan cada año a Landa para participar en esta celebración. Suelen llegar con sus camionetas y vestidos de vaqueros, dando colorido a la fiesta local. Con ocasión del retorno de estos migrantes, el pueblo organiza en su honor el mayor baile del año. El evento se realiza durante la primera quincena de diciembre y ofrece música con estilos populares en Texas.

## Demografía y Cultura
No existen grupos étnicos representando a los indígenas. En el 2005, solo se contaban 26 personas que hablasen alguna lengua indígena, y el 96% de la población era católica.
De 1950 a 2005, la población del municipio aumento de 9.226 a 19.493, representando una tasa de crecimiento de 0.8% anual. Son muchos los nacimientos y pocas la muertes, aunque desde el 2000, el municipio ha experimentado una gran migración. Sin esta migración la tasa de crecimiento hubiera sido del 1.5%. Del 2000 al 2005, la población decreció a 18.905. Se estima que cerca del 32% de la población en edad para trabajar emigró en busca de un empleo. Los habitantes de Landa migran en su mayoría a Texas, especialmente a Houston. Sin embargo, los habitantes de cada comunidad tienden a ir a lugares concretos de Estados Unidos. Por ejemplo, las personas que provienen de La Lagunilla se van sobre todo a Corpus Christi, mientras que los de La Venta, se instalan normalmente en Austin o en Dallas; y los del asiento municipal, generalmente se marchan a Florida, Indiana, Míchigan o Georgia. Algunos de Tilaco se trasladan a Houston aunque algunos pocos se van más al norte, a Nebraska y a Míchigan.
El dinero que los migrantes mandan a su familia es de vital importancia para la economía del lugar. Landa ofrece festividades en el municipio, en la época de Navidad, para celebrar a los migrantes que vienen de Estados Unidos. Al inicio de diciembre, muchos de estos migrantes vienen de regreso para la celebración del Festival de Nuestra Señora de la Inmaculada Concepción, se les ve seguido en sus camionetas, con sus vestimentas de vaqueros. El evento seguido ofrece música al estilo Texas en honor a ellos.
Las mayores festividades del municipio son las siguientes: el equinoccio, que se celebra el 21 de marzo en La Vuelta; el festival de Isidro Labrador, organizado el 15 de mayo en Encino Solo; el Día de la Fundación, festejado el 25 de mayo en Agua Zarca; el Festival del Sagrado Corazón, el 16 de junio en La Reforma; la Virgen de la Misericordia, el 24 de septiembre en La Lagunita; Francisco de Asís, el 4 de octubre en Tilaco; y la Virgen de Guadalupe, el 12 de diciembre en el Valle de Guadalupe. Otra festividad importante es El Día de los Muertos, el cual se celebra del 31 de octubre al 2 de noviembre, con música de Huapango, fuegos pirotécnicos y otras actividades. La celebración de Nuestra señora de la Inmaculada Concepción se celebra el 25 de septiembre, y con motivo de esta festividad se organizan procesiones, ofrecimientos, danzas dulces y fuegos pirotécnicos. El día principal en Tilaco es el 4 de octubre, cuando se organizan danzas de moros y cristianos en honor a Francisco de Asís.
El Huapango es la música tradicional regional, especialmente uno llamado huapango arribeño, pero el Huapango abajeño también es popular.
Los platillos tradicionales incluyen nopales en pipían, nopal en la parrilla, camarón de río preparado de diversas formas, atole, pulque, enchiladas, dulces de semillas de calabaza, cacahuates, gorditas, pacholes y sacahuiles.
Parte de la población local cree en la existencia de ciertas criaturas, a las que llaman duendes, que suelen verse en zonas cercanas a los caballos.

## Las Iglesias

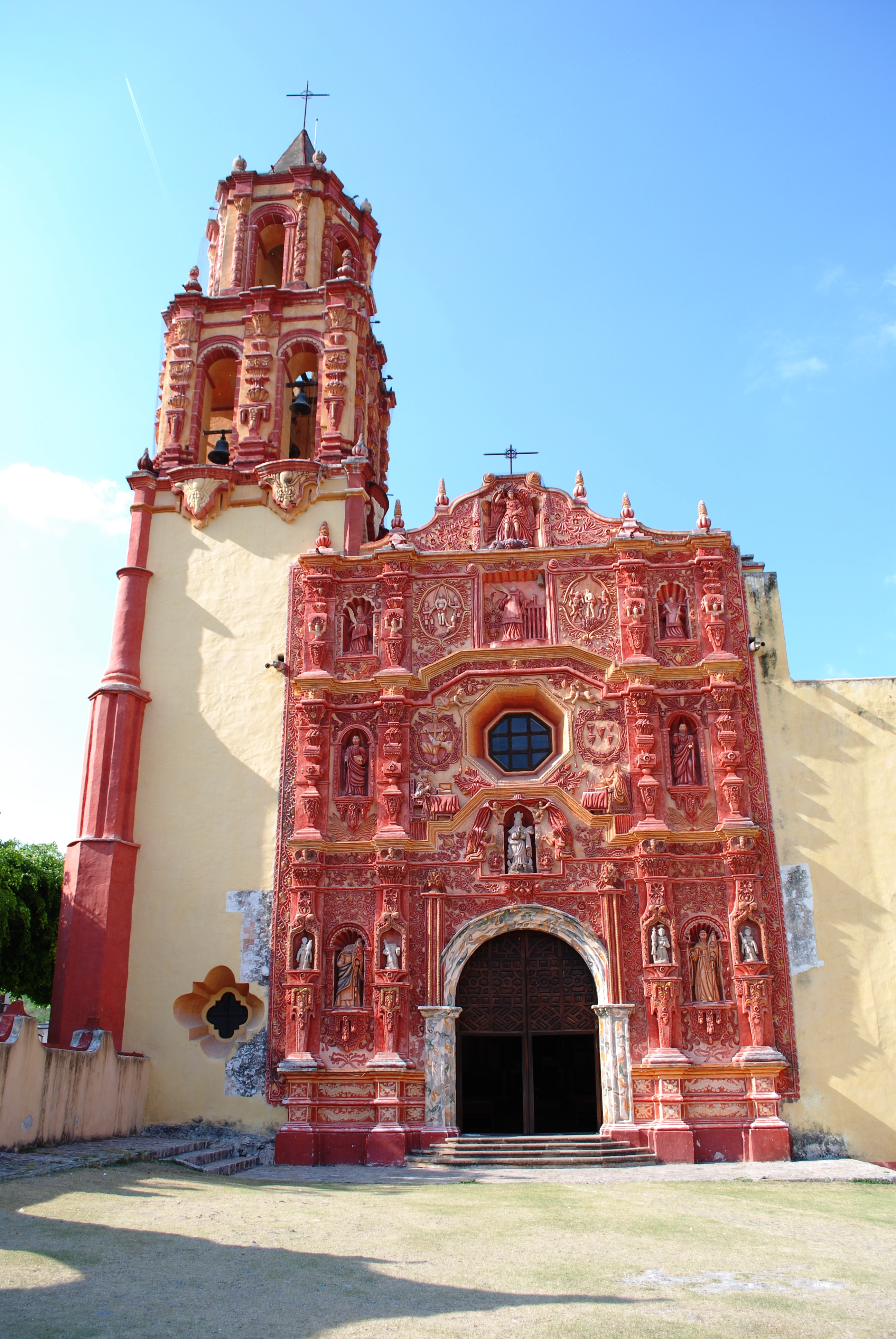
Facade of the Landa church

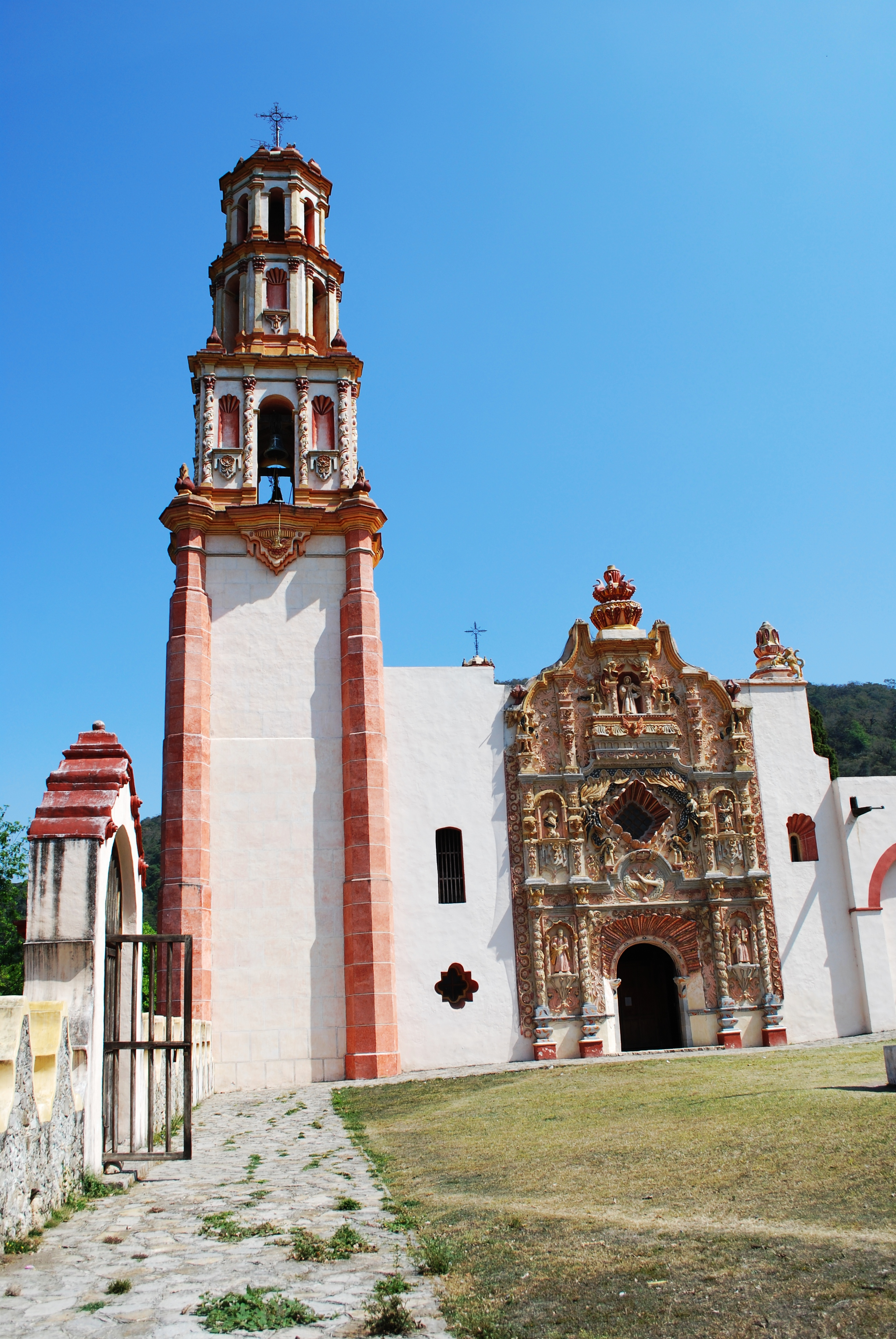
Facade of the Tilaco church

El municipio cuenta con dos de las cinco misiones franciscanas de la Sierra Gorda, las cuales fueron registradas como Patrimonio de la Humanidad en 2003. La construcción de las misiones estuvo a cargo de Junípero Serra, después de realizar la evangelización de la zona. Sin embargo, ambos lugares fueron misiones agustinas en los periodos coloniales; y las misiones franciscanas fueron fundadas a finales de 1740. Después, las misiones fueron designadas al clérigo regular en 1770.
Los trabajos de restauración de las cinco iglesias comenzaron en 1979 y finalizaron en 1985. Inicialmente, el trabajo se concentró en conservar la integridad de las estructuras y las fachadas. De 1991 a 1997 se procedió a restaurar los pueblos de los alrededores de las misiones, monumentos, plazas, fuentes, fachadas y fue retirado el pavimento empedrado. A finales de 1990 y a principios de los 2000, finalizó la restauración de los interiores: altares, órganos, áreas para rezar y pinturas. Buena parte de ese trabajo se realizó para impulsar el turismo en la comarca. El costo de la restauración fue de cerca de dos millones de pesos para cada misión.
Santa María de Landa está dedicada a Nuestra Señora de la Inmaculada Concepción. Las misiones franciscanas fueron fundadas en 1760, el trabajo de construcción del complejo se prolongó entre 1761 y 1768. Su construcción se atribuye sobre todo a Fray Miguel de la Campa, pero otros franciscanos estuvieron también en misiones cerca de la zona, tales como José de la Sierpe, Domingo de Arroyabe, Esteban de Basabe, Palóu, Pedro José Lugo Pérez y Antonio Paterna Ramos de Lora y José Campos. Según una leyenda, cuando la misión de Landa fue construida, existía una pequeña fuente de agua que corría desde el Cerro de San Esteban hasta el lugar. Los trabajadores la utilizaron para satisfacer su sed. Cuando la misión fue terminada, el flujo de agua paró, se secó y desapareció.
La misión de Landa es la que contiene los adornos más elaborados y es la que muestra mejor equilibrio en su composición. Contiene una capilla, un portal sacramental, una pila para los bautizos, atrios, áreas verdes, etc. El atrio está rodeado de paredes, pero dispone de tres entradas. En el centro, se encuentra una cruz de piedra. Tiene una torre de campana unificada con la fachada, la cual es principalmente de color ocre. El portal principal contiene muchos ornamentos de estilo barroco, con elementos vegetales y ángeles deteniendo la cortina. Existe una imagen de la Inmaculada Concepción, junto con diversos santos, como Bernardino de Siena, Juan de Capistrano y Francisco de Asís. A ambos lados de los ventanales se encuentran dos franciscanos importantes: Duns Scotus y María de Ágreda. En el centro hay una imagen del Arcángel Miguel defendiéndose de un demonio. La fachada cuenta con diversos elementos indígenas, como por ejemplo, peinados indígenas en el cabello del Arcángel, pero no siempre resultan evidentes.
Desgraciadamente, durante la Semana Santa del 2022, una de las tres puertas del atrio de la Misión de Landa (y la única original que persistía), fue derrumbada por un individuo en estado de ebriedad.
En abril de 2022 se inició nuevamente un proceso de renovación de la fachada, con la finalidad de darle mayor conservación y resaltar sus elementos arquitectónicos.
Para Landa, la restauración costó un millón de pesos. La plaza principal también fue restaurada cuando se agregaron bancas e iluminación. La iluminación fue agregada más tarde a la misión. Durante la restauración fueron localizados restos de un mastodonte bajo la misión.
La misión de Tilaco dispone de un coro, una pila bautismal, una sacristía, varias capillas y jardines. La capilla fue construida, en su mayoría, sobre una inclinación. La torre de la campana está separada del cuerpo de la iglesia, pero conectada al área de bautizos. Estructuralmente, la torre tiene la función de vigilancia. Es la misión más pequeña y simple. La puesta principal se encuentra resguardada por dos esculturas de San Pedro y de Paul. Existen dos nichos, uno de San José con el niño Jesús y otro con una imagen de la Inmaculada Concepción.  Entre los dos, existe una paloma la cual representa al Espíritu Santo. Sobre ésta, hay un rombo en las ventanas, marcado con las cortinas que son soportadas por ángeles. Una imagen de Francisco de Asís se encuentra el lo más alto del portal, rodeado de cherubines, que en su mayoría se han inclinado hacia el diseño prehispánico. También cuenta con cuatro columnas soportadas por sirenas. Las sirenas no son un elemento que se utilice con frecuencia en el arte colonial y aún se desconoce el motivo de que se eligiese representarlas. El resto del portal está decorado de flores que representan el cordón con el que los franciscanos solían atar sus hábitos.
Para impulsar el turismo de la misión, fueron instalados servicios básicos. Así mismo, se realizaron diversas restauraciones en la plaza principal y en muchas de las fachadas de los alrededores de la misión, así como se hicieron labores de pavimentación, con un costo del alrededor de un millón y medio de pesos.

## Medio ambiente

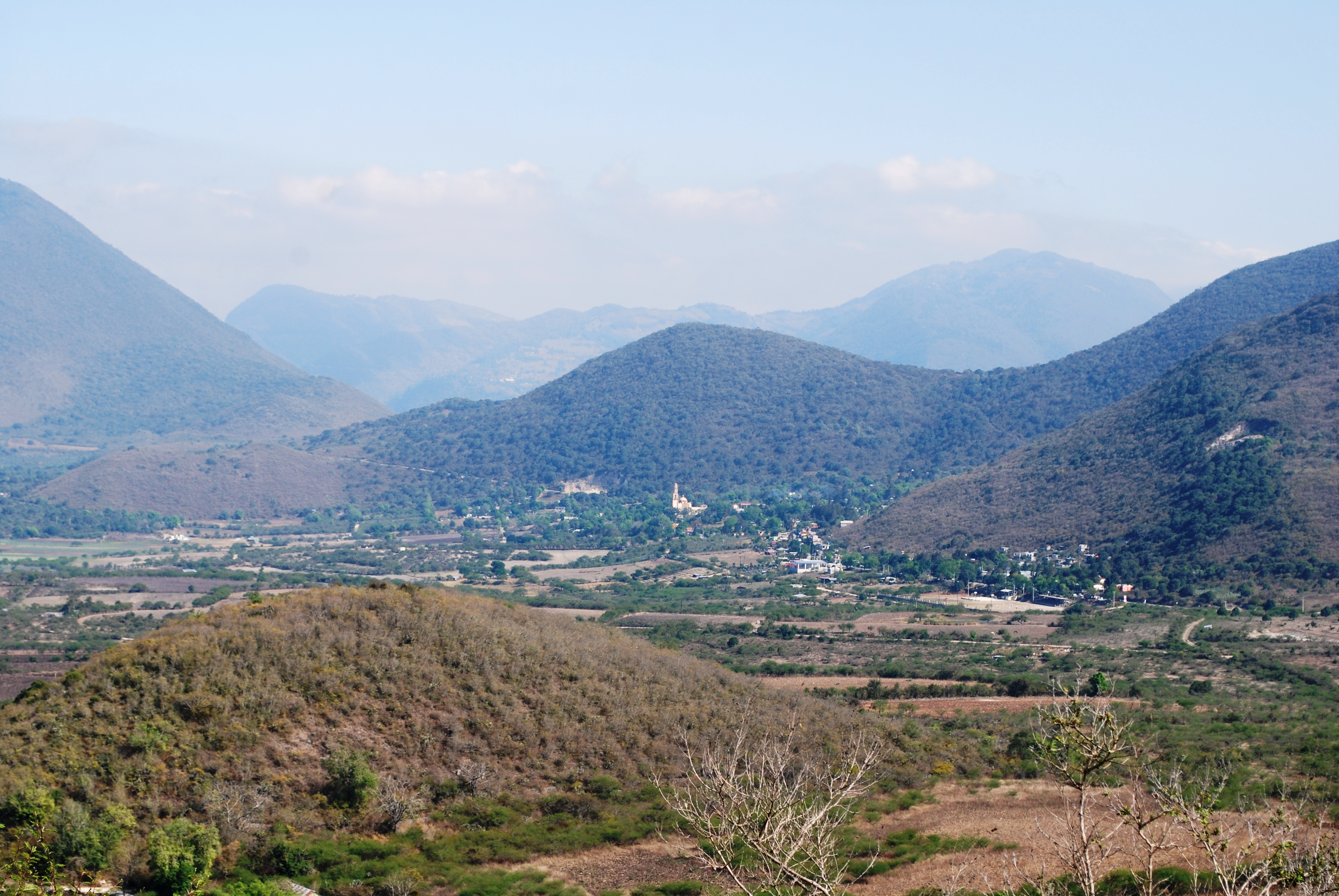
Vista del Valle de Tilaco

El municipio forma parte de la región de la Sierra Gorda, la cual se localiza al norte del estado de Querétaro. Esta región es una parte de la Sierra Madre Oriental, una cadena de montañas paralelas al Golfo de México. Esta tierra fue fondo marino hace 100 millones de años, y formó una antigua roca sedimentaria —en su mayoría de piedra caliza— que se disgrega fácilmente. Forma parte de la Huasteca. Landa de Matamoros es parte de la Biosfera de la Sierra Gorda, Reserva de Querétaro, la cual fue establecida en 1970. Del núcleo de la biosfera, 1.250 hectáreas están dentro del municipio. Más del 85% del territorio es montañoso y accidentado, con pendientes de más del 25%. Éstas se encuentran principalmente en el sur, sureste y noreste. Las elevaciones principales son el Cerro de Tejocote (2720 metros sobre nivel del mar), La Cebadilla (2560 metros sobre nivel del mar ), Cerro Grande de San Juan (1580 metros sobre nivel del mar), Piedra Encimada (1620 metros sobre nivel del mar), La Barca (1380 metros sobre nivel del mar) y Los Orujos (1260 metros sobre nivel del mar). Hay un número limitado de pequeños valles, como el Plan de Hongos, Tilaco, Tres Lagunas, Valle de Guadalupe y Acatitlán de Zaragoza. Estas zonas están cubiertas sobre todo por bosques. Son áreas semiplanas, que tienen gradientes de menos de 25%, con 3.5% del territorio aproximadamente. Gran parte de esta zona es boscosa o muy árida. Tiene tierras planas con pendientes inferiores al 5%, y corresponden al 11,2% del municipio aproximadamente. Aquí es donde la mayoría de la agricultura se lleva a cabo, sobre todo durante la época de lluvias. La mayor parte de las zonas más planas del municipio tienen ricos depósitos sedimentarios de tierra vegetal sobre un lecho de piedra caliza, que fue antiguo lecho marino. La piedra caliza y otras rocas sedimentarias erosionan con bastante facilidad, lo que ha llevado a la formación de cavernas y cuevas de pozo (localmente denominados "sótanos") dispersos por todo el municipio. Las cuevas de pozo generalmente van de 400 a 600 metros de profundidad. Muchas tienen caídas consecutivas de entre 50 y 100 metros, y terminan con un fondo plano con la vegetación y la fauna. La más grande es la Sima de Tilaco, con 649 metros de profundidad. El territorio forma parte de los sedimentos del Río Pánuco. En el norte, los ríos principales son el San Juan y el Tangojo; Tancuilín es el más importante en el sur. El Río Moctezuma fluye a lo largo de la frontera de la municipalidad con Hidalgo . Otros ríos son el Verdito y una serie de manantiales y arroyos de agua dulce, los cuales se llenan durante la temporada de lluvias . Como la mayoría de los vecinos del municipio no dispone de agua potable entubada en sus hogares, hay grandes instalaciones de almacenamiento de agua en Encino Solo, Landa, Tres Lagunas, Otates, Santa Inés, Malpaís y Acatitlán de Zaragoza a partir del cual los camiones suministran el agua a las instalaciones de almacenamiento para el hogar. Muchas casas también tienen sus propios sistemas para la captura de lluvia.
La mayor parte del municipio está cubierta de diversos tipos de bosques, con las hojas totalmente o parcialmente cayendo durante la estación seca; y con semanas de mucho frío en diciembre y enero. Los bosques de pino, cedro rojo y cedro blanco, se encuentran en mayores elevaciones. En las zonas cálidas y secas, se pueden encontrar varios cactus y otras plantas de la zona árida como la uña de gato, cactus biznaga, maguey, cactus de órganos y nopales. Landa tiene uno de los pocos bosques mesófilos en el estado de Querétaro, en él se encuentran zonas escarpadas del cañón entre 800 y 2000 metros sobre el nivel del mar. Entre 600 y 800 metros, el bosque mesófilo se mezcla con la selva tropical, como en el fondo del cañón Tancuilín. Un estudio de la flora en el municipio, mostró que contaba con 774 especies de plantas vasculares, la mayor diversidad se encuentra en viejas áreas de crecimiento, donde el grueso de copas de los árboles capturan la humedad. Estas áreas tienen árboles que miden de treinta a cuarenta metros de altura. La mayoría de las especies de plantas se clasifican como hierbas, seguido de arbustos, árboles, cañas, epifita y plantas parásitas. El noventa y uno por ciento se clasifican como vegetación tropical. La variedad de especies representa alrededor del 25 % de la diversidad de las plantas en México. Una especie recientemente descubierta, llamada Physalis queretaroensis, es una planta rara del municipio. Se relaciona con P. volubilis, que se limita a Jalisco y Michoacán, pero difiere en la forma, la inserción de las hojas e indumento. Es una hierba que crece alrededor de setenta centímetros de altura en las zonas forestales de los bosques de roble, pino y mesófilos, en altitudes entre los 1700 y 1850 metros sobre el nivel del mar.
Sin embargo, gran parte del bosque es altamente fragmentado y perturbado. Las áreas mejor conservadas están en los cañones y pendientes inclinadas que son de difícil acceso, tales como el Cañón Tancuilín, alrededor Neblinas y El Humo. Las áreas que están mejor conservadas se encuentran en las elevaciones más altas de las montañas, incluyendo el área de La Joya del Hielo, La Florida y La Yesca hasta Puerto Hondo. En otras áreas, los bosques se rompen con parches de tierra de cultivo o pastizales. A pesar de estar en la reserva de la biosfera, la destrucción del medio ambiente aún prosigue, incluso en zonas consideradas nucleares, como La Joya del Hielo y Llano Chiquito. Landa de Matamoros, junto con Arroyo Seco, ha comenzado prácticas de pastoreo controlado, utilizando cercas eléctricas, lo cual también permite a las plantas forrajeras recuperarse. También están desarrollando forraje hidropónico, que se cultiva en agua, sin tierra.
Su bosque mesófilo se encuentra en la parte más húmeda de la Sierra Gorda, donde la humedad puede llegar a las inclinaciones orientadas al Este. La mayor parte de la zona se clasifica como húmedo y semi caliente. ( A) C ( fm ) por la clasificación de Koppen, o húmedo y semi caliente con la mayor cantidad de lluvia que cae en la época de lluvias de verano. La lluvia y la niebla se puede encontrar en otras ocasiones también, especialmente en las elevaciones más altas. El promedio de lluvia anual es de 920mm aunque ha tenido variaciones en los años recientes. Las temperaturas varían dependiendo de la altitud. Las zonas altas de las montañas son las más frías, se tiene una temperatura de congelación regularmente. En las tierras más bajas y planas, tienen características más tropicales o tierras áridas. La temperatura media anual es de 22 °C, mayo es el mes más caluroso, con temperaturas arriba de 43 °C. En enero, no hay temperaturas más bajas de 2 °C. En la década de 2000 , las áreas del estado han experimentado fuertes heladas en varias ocasiones, con temperaturas de hasta -10 °C . Éstas temperaturas se deben a los frentes fríos provenientes del norte y el oeste. Estos por lo general sólo producen niebla y lluvia ligera, pero los más fuertes son los que causan temperaturas de congelación. Las temperaturas de congelación han causado condiciones de emergencia que requieren intervenciones de las autoridades civiles, y también han dado lugar a la pérdida de pastos para el ganado. Durante la época de lluvias, grandes tormentas pueden causar graves inundaciones a lo largo de ríos como el Moctezuma y Tancuilín. En 2010, la inundación dañó los cultivos en El Naranjo y El Lobo, con hectáreas de maíz dañadas. La accidentada geografía hace que las carreteras sean vulnerables a deslizamientos de tierra, con rocas de hasta 1,5 toneladas que caen sobre la carretera 120. En los últimos años de sequía han hecho hincapié en los árboles de la zona y se han hecho vulnerables a los insectos. La vida salvaje incluye pumas, bobcats, coyotes, zorros, armadillos, badgers, conejos, venados, ardillas, corre caminos, diversos lagartos y una gran de aves incluyendo guacamayas y loros
El terreno variado es una serie de atractivos naturales. La comunidad de Río Verdito tiene una cascada situada por encima de la carretera El Lobo-Agua Zarca. El local cuenta con varias piscinas naturales de agua y lugares para acampar. El Río Tancuilín tiene cañones. La comunidad de Tangojo, en el río Moctezuma, es conocido por la pesca de tilapia, carpa y camaronesrdeío, llamado Acamaya. También hay instalaciones para practicar kayak y rapel. El área de descanso de Santa Marta se encuentra en la carretera de Landa de Matamoros Xilitla, en el kilómetro 230.5. Es una zona boscosa de pinos y cedros. La zona cuenta con mesas de pícnic. La Joya del Hielo ocupa una pequeña depresión en las altas montañas. Esto hace que su vegetación sea única, sobre todo con la presencia abundante de árboles de magnolia. Se considera que es una de las zonas núcleo de la Reserva de la Biosfera.

## Historia
"Landa" deriva de la expresión Chichimeca "lan-há", que significa lugar mudo. "De Matamoros" fue añadido en 1919, por decreto del estado en honor a Mariano Matamoros, quien estuvo ahí durante la Independencia de México. El escudo de armas contiene una serie de símbolos relacionados con su historia. La frase indígena (lan-HA) y una imagen de la misión, se refieren a su pasado indígena y la conquista española. El nombre de Matamoros aparece por razones históricas. Los círculos concéntricos simbolizan el encuentro de las culturas indígena y española. El estilo de vida de la zona está representado por una planta de maguey, una mazorca de maíz, el sol, las montañas, un tambor y un libro. Las hojas y frutos que se encuentran en las partes superior e inferior indican el respeto por la naturaleza autóctona, y son símbolos de grandeza. A la izquierda de la iglesia de la misión, hay una representación de la danza nativa de la iglesia de San Francisco de Asís en Tilaco. La identidad de Landa como mexicana está representada por el sello nacional, la bandera mexicana, y la bandera de la misión de Landa.
Landa de Matamoros forma parte del corazón de la Sierra Gorda. Esta región ha sido ocupada desde hace unos 6000 años. En los períodos preclásico y clásico, la Sierra Gorda tenía un cierto número de pequeñas ciudades, ya que el clima en ese momento era más húmedo de lo que es en la actualidad. La mayor parte de las ciudades grandes estaban al sur de los municipios actuales, debido a las actividades mineras y las principales rutas comerciales, pero también había ciudades y rutas comerciales que conectaban el área principalmente con las áreas de la Huasteca al este y otras áreas al norte. Si bien la mayor parte de la historia prehispánica del área está dominada por pueblos culturalmente relacionados con los huastecas, se cree que el emplazamiento de la actual ciudad de Landa de Matamoros fue ocupado por primera vez por un grupo de purépechas, que emigraron al norte desde lo que ahora es Michoacán. A medida que el clima de la Sierra Gorda se secó en el período posclásico temprano, las ciudades fueron abandonadas por comunidades de cazadores-recolectores más simples y hubo migraciones de chichimecas, en su mayoría pames y chichimeca-jonaz desde el norte. Landa se convertiría en territorio Pame. Los Pame continuarían dominando esta área durante el resto del período prehispánico, pero también se establecerían pequeñas comunidades de otomíes y huastecas. Los aztecas también hicieron incursiones aquí, lo que condujo a la formación del dominio Oxitilpa, una organización política de base comercial aliada con los aztecas. Los registros aztecas indican que la Sierra Gorda era un área tributaria, pero es probable que los aztecas solo controlasen partes de la periferia hasta el río Pánuco. Esta ruta conduce al asentamiento moderno de Landa de Matamoros. Sin embargo, la evidencia arqueológica hasta el momento está relacionada con el Pame.
Los españoles hicieron incursiones en la zona a principios de la época colonial, pero el pueblo chichimeca, especialmente el Jonaz, se opuso de manera tenaz a sus ataques. Esto evitaría que los españoles dominaran completamente la zona durante doscientos años. Los pames fueron considerados menos resistentes y ya en el siglo XVI, los agustinos de Xilitla y franciscanos de Michoacán fundaron misiones en la zona de Landa. Sin embargo, estos no permanecerían permanentemente. Los españoles quebrarían la resistencia chichimeca en la Sierra Gorda en la década de 1740, con las expediciones de José de Escandón, culminando en la Batalla de Media Luna. Para solidificar estos logros militares, los franciscanos fundaron nuevas misiones en esta y otras áreas del norte de Querétaro, el corazón de la Sierra Gorda. Estas misiones fueron asumidas por Junípero Serra a partir de 1750, quien decidió hacer construir elaborados complejos misionales en cinco localidades, dos de las cuales están en el municipio, en Landa de Matamoros y en Tilaco. Además de la evangelización, las misiones trabajaron para agrupar a los pames seminómadas en comunidades permanentes centradas en iglesias.
Una epidemia de viruela en 1762 causó la muerte de 5.300 y despobló algunas de las comunidades de la misión. Después de que las misiones fueran entregadas al clero regular en 1771, la población indígena de cinco comunidades abandonó sus hogares para ir a las montañas, a causa de los abusos y de la incapacidad para entender a los nuevos sacerdotes.
Durante la Guerra de Independencia de México, varios insurgentes como Ignacio y Rafael López Rayón, José María Liceaga, Julián y Francisco Villagrán y Luis Herrera encontraron refugio aquí. La persona más importante que hizo esto fue Mariano Matamoros, que estuvo aquí entre 1807 y 1808. Durante este tiempo, ofreció sus servicios como sacerdote en la iglesia de la misión Landa . En 1825, Landa era parte del municipio de Jalpan de acuerdo con la primera constitución del estado. Hasta 1917, Landa fue una subdelegación del distrito/municipio de Jalpan de Serra . En este año, se convirtió en una delegación completa y la comunidad de Landa fue reconocida como una ciudad. En 1941, la delegación se convirtió en un municipio libre.
Hubo disturbios en la zona durante la Guerra Cristera, y algunos se levantaron en armas.
Así como sucede en el resto de la Sierra Gorda, el crecimiento económico se ha quedado rezagado en relación con otros lugares de Querétaro y de México. Esto se debe, por una parte, al final de la minería en los municipios vecinos; y, por otro lado, obedece a lo accidentado del terreno de la región. Desde las últimas décadas del siglo XX hasta la actualidad, la marginación económica de la zona ha provocado que el municipio tenga una de las tasas de emigración más elevadas. La mayoría de los migrantes van a los Estados Unidos y el dinero que envían se ha convertido en el ingreso principal de Landa y el resto de la Sierra Gorda. Sin embargo, la migración es peligrosa. En marzo y abril de 2010, 17 residentes del municipio de Tamaulipas, desaparecieron mientras se dirigían a los Estados Unidos. Se cree que la mayoría fueron secuestrados por hombres armados mientras su autobús estaba en el estado de Tamaulipas, para llevarlos a trabajar en campos de droga. En marzo de 2011, aún no se había encontrado a los hombres, aunque cuatro varones fueron arrestados en relación con el incidente, por amenazar a las familias de las víctimas. El incidente alertó a los residentes sobre los peligros de migrar a Estados Unidos, principalmente a través de las rutas controladas por el narcotráfico.
El tráfico de drogas ha sido un problema dentro de la municipalidad. En 2010, el Ejército mexicano identificó laboratorios de drogas sintéticas en el municipio. El laboratorio estaba fabricando metanfetaminas entre otras drogas y fue el más grande que se había encontrado hasta la fecha en el estado de Querétaro . El ejército también ha estado involucrado en la desarticulación de una banda de secuestradores. Se ha propuesto instalar dos bases militares en el municipio y una tercera en el vecino Arroyo Seco, para proteger a Querétaro/San Luis Potosí del tráfico de drogas. Una de las razones para la base es que carecen de policía en la zona debido a su pobreza.

## Economía
El municipio tiene los uno de los menores ingresos del país. De 1960 a 1990, el porcentaje de personas económicamente activas en el pueblo disminuyó del 33.5% al 21.2%. En el 2000, estaba cerca del 22.1%. Más del 12% del empleo trabaja con la familia sin remuneración. Las mujeres representan menos del 17% de la fuerza de trabajo remunerada. Para mejorar la nutrición en esta zona tan empobrecida, el amaranto se ha promovido como una alternativa a los granos de maíz y de trigo, debido a sus excepcionales cualidades nutritivas. Se trata de un grano originario de México, pero cuyo uso había sido prohibido y/o desalentado por las autoridades españolas por sus conexiones religiosas.
Cerca del 54% de la población activa se dedica a la agricultura, ganadería y al campo. La agricultura no es la principal actividad económica, debido a la falta de tierras de cultivo, ya que la mayor parte de la tierra se utiliza para la ganadería y la silvicultura. La agricultura que se practica es de tipo tradicional y se organiza en pequeñas parcelas. Alrededor de 3.400 hectáreas se cultivan durante la época de lluvias, principalmente en Landa, Encino Solo, Palo Verde, La Reforma, La Lagunita, Otates, Tres Lagunas, Acatitlán de Zaragoza, Tilaco, y Valle de Guadalupe. La mayoría de los cultivos consisten en maíz, frijol, sorgo, guisantes, garbanzos y café. Los árboles frutales incluyen naranjos, melocotoneros, árboles de la papaya, limoneros, aguacates, pomelos, zapotes, ciruelos, manzanos, mangos. También se cultiva caña de azúcar y café.
Sin embargo, el recurso natural más importante es la superficie forestal, que incluye bosques de pino, roble, oyamel, cedro blanco y el madroño. Algunas maderas finas que se pueden encontrar son la del cedro rojo y el nogal. Dicho registro se produce en alrededor de 14,390 hectáreas, lo que supone aproximadamente el 17% del territorio del municipio. La mayoría de las tierras forestales están situadas cerca de las comunidades de El Madroño, Tres Lagunas y Agua Zarca, y suelen ser ejidos u otro tipo de propiedad común, siendo el resto propiedades privadas. Hay sesenta y ocho lugares dedicados a la madera y más de 500 dedicados a la recolecta de otros productos forestales. La declaración de la reserva de la biosfera ha permitido un mejor control de la tala ilegal.
También hay algunos depósitos minerales, como magnesio, plata y plomo, pero no se han explotado por falta de estudios geológicos. Y el municipio cuenta con un pequeño depósito de petróleo en Tres Lagunas.
Cerca de 63,700 hectáreas se dedican al ganado: cerdos, ovejas, caballos, diferentes aves y abejas. La mayoría se encuentran en Landa, Agua Zarca, Otates, La Reforma, La Vuelta y Tres Lagunas por la gran disponibilidad de tierras y pastos. Sin embargo, la ganadería se ha visto afectada por los diversos cambios climáticos que han elevado el costo de los alimentos de los animales.
Cerca del 18% de la población activa se dedica a la minería, construcción, industria y manufactura. La industria se limita a cierto número de artesanías: objetos de piel, cerámica y comida procesada, especialmente maíz. Algunas comunidades crean prendas de lana, vasijas y comales de cerámica, esferas de palma, artículos de punto o copal, juguetes y muebles de madera.
El comercio y los servicios ocupan cerca del 21% de los empleos. El municipio cuenta con 195 locales comerciales, los cuales están principalmente en las comunidades. No existe ningún mercado municipal, pero existen tianguis en diferentes lugares. La Lagunita tiene un tianguis los sábados. La mayoría del comercio es impulsado para el consumo de los locales. Existe turismo, pero la mayoría asociado con las dos misiones en Landa y Tilaco. Sólo existe un hotel dos estrellas y se encuentra en la comunidad el Lobo, con 15 cuartos y un restaurante.
No se sabe exactamente cuántas personas de Querétaro se han ido a trabajar hacia Estados Unidos o cuántos vienen a visitar año con año. Landa tiene las tasas de migración más altas de Querétaro. Los dólares que regresan tienen un gran impacto en Landa y otros municipios de la región de la Sierra Gorda . Se estima que entre 50.000 y 100.000 dólares entran cada día en la región de la Sierra Gorda, o alrededor de 18 millones de dólares por año, según estimaciones hechas a partir del dinero cambiado en la zona. Esta cantidad es más que todo el presupuesto municipal de Landa y representa la mayor parte del dinero del que viven los residentes, eclipsando la cantidad obtenida a través de la economía local de agricultura y silvicultura. La moneda que circula es aceptada en cierto número de empresas. En la comunidad de Tres Lagunas, existen 300 familias con al menos un miembro viviendo en Estados Unidos. Todas las calles, incluyendo la que sale a la carretera, son de tierra. Muchas de las casas son de ladrillos o de bloques, con televisión satelital, pagada con el ingreso de las remesas, pero sin sistema de drenaje. El dinero que se recibe de los migrantes instalados en Estados Unidos no sólo redunda en el beneficio de las familias, sino que también es utilizado para financiar proyectos públicos, a través de organizaciones como la Federación de Clubes Migrantes de la Sierra Gorda, que incluye seis grupos de Landa de Matamoros. Este dinero es importante para Landa y las comunidades de alrededor, por lo cual se organizan festividades especiales para recibir a los migrantes, llamadas "Día del paisano".

## Arqueología
Existen dos sitios arqueológicos o centros ceremoniales: uno, en El Lobo; y el otro, en la zona de cuevas de la comunidad de La Neblina. Existen pequeños templos indígenas en Potero del Llano, Agua Zarca, El Sabinito y La Campana, que contienen esculturas de los pame y los huastecas. El yacimiento de La Campana ha sido saqueado y destruido a pesar de las recientes medidas para proteger los sitios locales. El crimen fue reportado por los arqueólogos María Teresa Muñoz Espinoza y José Carlos Castañeda Reyes, que afirmaron que ése es el yacimiento más importante de la zona. El sitio pertenece a la cultura huasteca y es fechado en torno al año 600 a. C. Se encuentra entre las comunidades de La Campana y Las Ánimas. El yacimiento también se ha visto dañado por deslizamientos de tierra, posiblemente provocados por la extracción ilegal de arena blanca en la zona. El emplazamiento mide treinta y ocho metros de largo, y cinco metros de profundidad. Entre los artículos robados se encuentra un enterramiento completo con diversos objetos de cerámica; así mismo, una gran piedra de moler fue destruida intencionalmente. El yacimiento fue descubierto hace unos sesenta años, pero no ha habido ningún presupuesto para excavar formalmente. Sin embargo, ha habido aproximadamente 160 estructuras, contando plataformas, plazas, patios y más. Se ha procurado cubrir y proteger la zona, especialmente en donde se produce la extracción de arena.

Los fósiles encontrados en la zona, incluidos los de vida marina, fueron principalmente mastodontes. La región de la Sierra Gorda, hace 100 millones de años, era lecho marino. El depósito de fósiles, El Madroño, es uno de los más importantes de su tipo en México, ya que es el único con una amplia diversidad de especies existentes en excelente estado de conservación. Muchas de las especies que se encuentran ya han sido identificadas e incluyen un gran número de especies de invertebrados y las especies antiguas en la región. Sin embargo, la investigación en la zona no ha concluido.
- Wikimedia Commons alberga una categoría multimedia sobre Landa de Matamoros.